# 7902 Ганфф
7902 Ганфф (7902 Hanff) — астероїд головного поясу, відкритий 18 квітня 1996 року.
Тіссеранів параметр щодо Юпітера — 3,295.